# Hopsten
Hopsten település Németországban, azon belül Észak-Rajna-Vesztfália tartományban. Lakosainak száma 7843 fő (2023. december 31.). Hopsten Hörstel, Schapen, Freren, Fürstenau, Voltlage, Recke és Ibbenbüren községekkel határos.

## Népesség
A település népességének változása:
| Lakosok száma | 5916 | 7642 | 7589 | 7600 | 7599 | 7704 | 7789 | 7843 |
|               | 1975 | 2015 | 2016 | 2017 | 2019 | 2021 | 2022 | 2023 |